# Gonomyia (Neolipophleps) acuminata
Gonomyia (Neolipophleps) acuminata is een tweevleugelige uit de familie steltmuggen (Limoniidae). De soort komt voor in het Neotropisch gebied.